# Amphitrite-Klasse (1744)
Die Amphritite-Klasse war eine Klasse von zwei 30-Kanonen-Fregatten der französischen Marine, die von 1744 bis 1750 in Dienst stand.

## Geschichte
Die im französischen Rangsystem zum 5. Rang gehörenden beiden Schiffe der Klasse, wurden zwischen Dezember 1743 und Mai 1745 in einer Werft in der Stadt Bayonne im französischen Teil des Baskenlandes gebaut. Sie gehörten zu den ersten Schiffen des auch als Frégate de 8 bezeichneten Typs, bis 1746 zu den Frégate légère gezählt, welche mit der 1741 in Dienst gestellten Médée in der französischen Marine aufkam und in ihrer Konfiguration aus heutiger Sicht als klassische Segelfregatte bzw. „richtige“ Fregatte angesehen wird. Britische Gegenstücke waren die Schiffe der Lyme-Klasse.

## Einheiten
| Name       | Bauwerft         | Kiellegung    | Stapellauf    | Indienststellung | Verbleib |
| ---------- | ---------------- | ------------- | ------------- | ---------------- | --- |
| Amphitrite | Werft in Bayonne | Dezember 1743 | 1744          | November 1744    | Im Juni 1745 vor der Insel Puerto Rico gesunken |
| Mégère     | Werft in Bayonne | Januar 1744   | Dezember 1744 | Mai 1745         | Im Sommer 1750 in Brest generalüberholt bzw. Rebuild, anschließend zwischen September 1750 und Juli 1752 in kommerzieller Nutzung; 1753 in Rochefort abgebrochen |

## Technische Beschreibung
Die Klasse war als Batterieschiff mit einem durchgehenden Geschützdeck konzipiert und hatte eine Länge von 37,68 Metern (Geschützdeck) bzw. 32,16 Meter (Kiel), eine Breite von 10,29 Metern und einen Tiefgang von 5,20 Metern bei einer Verdrängung von 920 Tonnen. Sie waren Rahsegler mit drei Masten (Fockmast, Großmast und Kreuzmast). Der Rumpf schloss im Heckbereich mit einem Heckspiegel, in den eine Galerie integriert war, die in die seitlich angebrachte Seitengalerie mündete. Diese waren aus Repräsentationsgründen durch zeitspezifische Schnitzereien und Bildhauerarbeiten geschmückt. Die Beplankung war kraweel ausgeführt, das heißt, die Enden der Planken stießen stumpf aufeinander, so dass eine glatte Außenfläche entstand.
Die Bewaffnung der Klasse bestand aus 30 Kanonen.
|        | Batteriedeck   | Backdeck | Achterdeck    | Kanonen (Geschossgewicht) |
| ------ | -------------- | -------- | ------------- | ------------------------- |
| Design | 26 × 8-Pfünder | –        | 4 × 4-Pfünder | 30 Kanonen (54,82 kg)     |

## Besatzung
Die Besatzung hatte im Frieden eine Stärke von 204 Mann und im Kriegsfall 224 Mann (4 Offiziere und 200 bzw. 220 Unteroffiziere bzw. Mannschaften).